# ムラユ王国
ムラユ王国（ムラユおうこく、又はメラユ王国、Malayu, Dharmasraya Kingdom, Jambi Kingdom; 中国語: 末羅瑜国、ピンイン：Mòluóyú Guó, reconstructed Middle Chinese pronunciation mat-la-yu kwok）は、東南アジアにあった古典仏教王国である。

## 概要
王国に関する多くの情報の一次資料は、『新唐書』と671年に訪れた中国の仏教僧義浄の回想録であり、国家は692年までにスリウィジャヤに「吸収」されたが、趙汝适によると12世紀末には「離脱」していたという。
王国の正確な位置は、歴史家の間で研究されている。一説には、現在のインドネシア・スマトラ島のジャンビ周辺、パレンバンの北約300kmに王国が成立したとされる。この説によれば、バタンハリ川流域の民族とミナンカバウ族の後背地パガルユンから来た金商人によって建国されたとされる。

## 語源
マレー語のMelayuの語源については、さまざまな説がある。一説には、ジャワ語のmelayuまたはmlayu（着実に加速する、または実行する）から派生したもので、今日、バタンハリの上流の右支流でパガルユンに達するスンガイ・厶ラユ（「ムラユ川」）の名前を持つスマトラの川の強い流れを表現していると言われている。それは彼らが定住した川の名前で知られている地域の人々のための一般的であるとして、名前は、おそらく後で厶ラユ王国によって採用された。

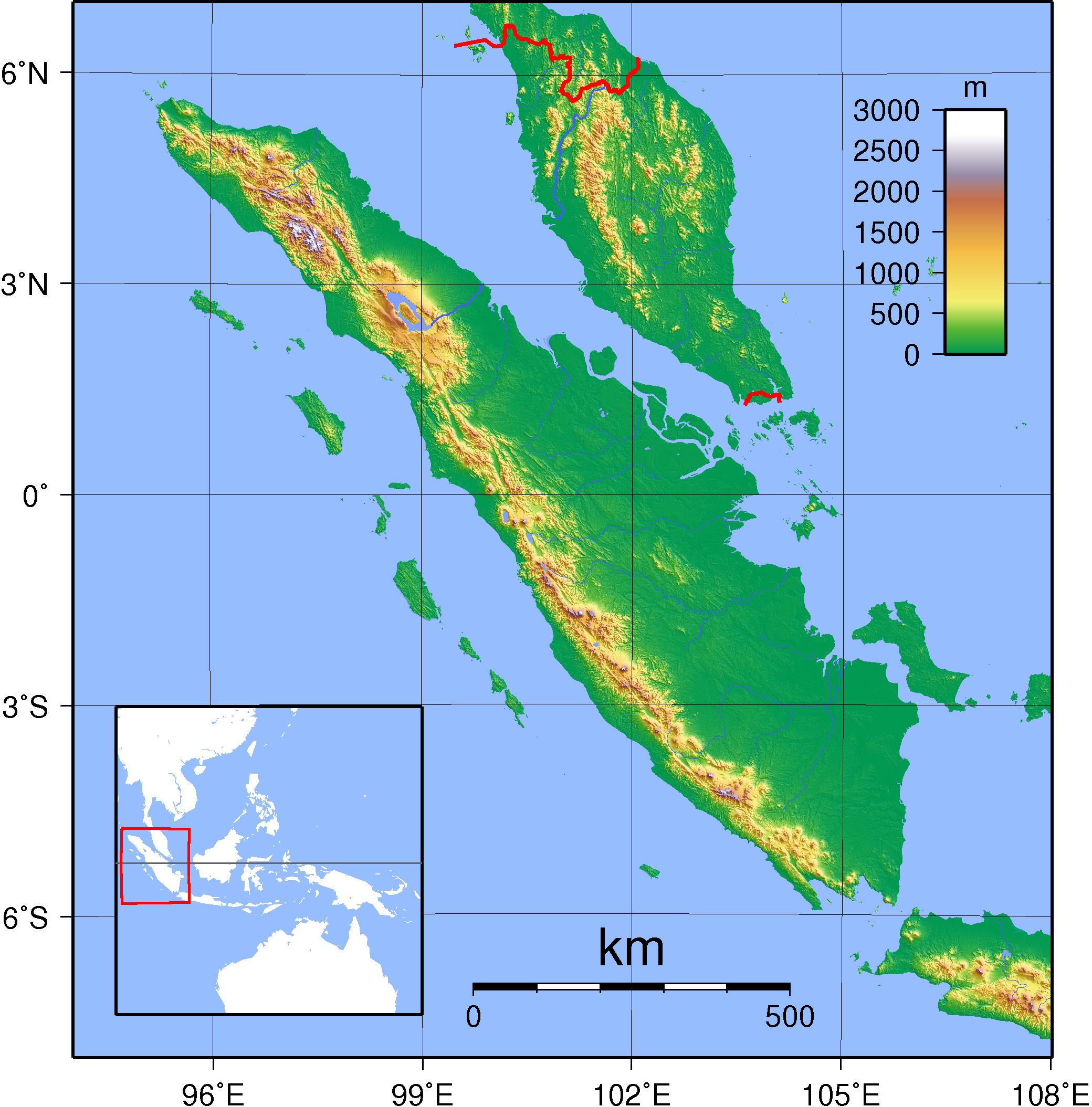
スマトラの地形は、スマトラ半球の北から南に点在するバリサン山脈の山岳地帯を示している。

別の理論では、タミル語の「マライ」と「ウル」は、それぞれ「山」と「都市、土地」を意味する。スマトラの山脈であるバリサン山脈を指している可能性がある。   
ヴァーユ・プラーナ』第48章に、「山がちな島」を意味する「Malayadvipa」という言葉が、金銀に満ちた東の海の州の一つとして記述されている初期の文献の登場である。この言葉をスマトラと同一視する学者もいるが、半島を指しているのではないかと考えるインドの学者もおり、スマトラは「黄金の地」を意味するSuvarnadvipa（スマトラを指す古名）とスマトラ半島の北から南に点在する山脈であるBarisan Mountainsと関連づける方が正しいようである。その後、プトレマイオスの『ジオグラフィア』に「マレウ・コロン」という言葉が使われたが、これはサンスクリット語のマラヤコラムまたはマライクラムに由来すると考えられ、半島の地理的な部分を指している。7世紀には『易経』によって初めて国家や王国を指す言葉として使われた。
東ジャワのアンジュクラダン碑文（CE937年 メダン王国）には、アンジュクラダン村にシマの地位を与え、ジャヤスタンバ（勝利の碑）を寺院に格上げし、マラユからの侵略軍を撃退した功績を称えて建立されたことが記されている。ここでいう寺院とは、Nganjuk RegencyのCandirejo村にあるCandi Lor（レンガ造りで現在は廃墟）であろう。マラユ軍の侵入とあるのは、昔の言葉である。「これはおそらくスリウィジャヤを指すと思われる。つまり、10世紀にはジャワ人はスマトラに本拠を置く敵を「マラユ」と認識していたことになる。
11世紀のブリハデスワラール寺院の南壁に刻まれた碑文には、スリヴィジャヤ時代のチョーラ朝の侵略の際、「城壁に強い山を持つ」王国マライユールについても言及されている。これは、ラジェンドラ・チョーラ1世が遠征した際のチョーラ朝の侵略者について言及している。
後の元朝（1271-1368）、明朝（1368-1644）には、中国の歴史書に「馬羅島」という言葉が頻繁に登場するようになった。南海に近い国。墨剌由」「墨剌由」「麻里予兒」「大来由」（巫女-辿異僧正の書源から）「五来由」などの用語が使われた。[元朝の年代記では、スコータイの南方進出についてマレー人に説明する際に「摩利支天」という用語が言及されている。
| 「 | "..Animosity occurred between Siam and Ma-li-yu-er with both killing each other..." | 」 |

スコータイの動きに応えて、中国の使節が 1295 年にラーム カムヘーンの宮廷に到着し、「約束を守り、マリユエルに悪を行わないでください」という皇帝の命令を伝えた。 中国の記録に登場するこの「馬里嶼」の国は、同時期にベネチアの有名な旅行者マルコ・ポーロ(1254-1324)が言及した国でもあるかもしれない。マルコ・ポーロの旅の中で、彼はマレー半島の「マラワール」という名前の王国に言及した。 
1286年のパダンロコ碑文には、bhūmi Mālayu（文字通り「マラユの地」）という言葉が刻まれており、碑文によれば、bhūmi Mālayuはダーマスラヤ王国と関連している。1347年のアモガパサ碑文では、アディティヤワルマンによってマラヤプラ（文字通り「マラヤの都市」または「マラヤの王国」）という言葉が宣言され、これもダーマスラヤを指している。また、"Melayu "という言葉は、スマトラの川を指すマレー年代記に記載されている。
| 「 | "...Here now is the story of a city called Palembang in the land of Andelas. It was ruled by Demang Lebar Daun, a descendant of Raja Shulan, and its river was the Muara Tatang. In the upper reaches of the Muara Tatang was a river called Melayu, and on that river was a hill called Si-Guntang Mahameru..." | 」 |

## 義浄の記載
義浄は東南アジアを経由して、688年から695年にかけて2度スリウィジャヤを訪れ、サンスクリット語の原典を研究・翻訳している。その頃、スリウィジャヤは繁栄していたようで、最初の訪問では「ボーガ」と呼んでいた。最大規模では、王国はマラユまで広がっており、マラユはボーガ王国の領域に併合されたか、自然発生的に入ってきたと思われる。国全体と首都は「スリボガ」または「スリウィジャヤ」と呼ばれるようになった。マラユの名がスリボガに変わったのは、義浄がマラユの名を挙げるたびに「今はスリボガに変わった」と付け加えていることから、義浄以前か滞在中に起こったと思われる。
次の義浄の著書「南海寄帰内法伝」からの抜粋は、ボガとマラユを経由する彼のルートをさらに説明している。
| 「 | 呉興は一ヶ月の航海の後、ボグハに来た。王は大唐の天子の国からの客人として非常に好意的に彼を迎え、尊敬した。彼は王の船に乗ってマラユの国に行き、15日間の航海の後、そこに到着した。その後、カ・チャ（Ka Cha）に行き、また十五日後に到着した。冬の終わりに船を乗り換えて西へ向かった。. | 」 |

さらに、Sribogha-Malayu の位置を決定するために、義浄は次の情報を提供している。
| 「 | スリボガの国では、八月の中頃（秋分）に文字盤の影が長くも短くもならず（不変、無影）、その日の真昼には立っている人の影が落ちないことから、春の中頃（春分）となっている. | 」 |

したがって、Sribogha の国が赤道上にある場所をカバーしていたと推測でき、したがって郡全体がスマトラ島の北東側、マラッカの南岸からパレンバン市まで、少なくとも 5 か所まで広がっていたに違いない。王国のほぼ中心に赤道が通っている。
義浄によると、小乗仏教は主にスリウィジャヤで採用され、その大部分は小乗学校に代表されていたが、マラユにはマハヤニストはほとんどおらず大乗仏教だった。王国には金が豊富にあったようで、人々はかつて金の蓮の花を仏に捧げ、金の壷を使用していた。また、王国の人々は長い布の一種を身に着け、香油を使った。 
さらに、厶ラユはスマトラの奥地にある金産地にアクセスしていた。これにより、金を含むさまざまな地元の商品を外国人と取引する厶ラユの名声が徐々に高まった。

## スリヴィジャヤ中心部

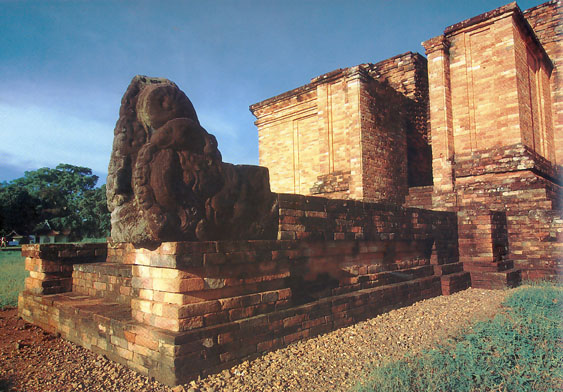
厶ラユ王国のムアロ ジャンビにある仏教寺院チャンディ グンプンは、後にスリヴィジャヤの重要な都市の中心の1つとして統合された。

1079 年から 1088 年の間に、中国の記録によると、スリヴィジャヤはジャンビとパレンバンから大使を派遣した。 特に 1079 年には、ジャンビとパレンバンの大使がそれぞれ中国を訪れた。ジャンビは 1082 年と 1088 年にさらに 2 人の大使を中国に派遣した 。これは、スリヴィジャヤの中心が、この時期に 2 つの主要都市の間で頻繁に移動したことを示唆している。 スリヴィジャヤへのチョーラの侵攻と交易路の変更により、パレンバンは弱体化し、ジャンビは 11 世紀以降、スリヴィジャヤの指導権を握ることができた。 

## 終焉
1275年、シンハサリ王国のケルタネガラはスリヴィジャヤの衰退を利用し、厶ラユのジャワ支配を確立するために遠征隊を派遣した。マヘサ アナブラング (またはケボ/レンブ アナブラング) は、1288 年にスリヴィジャヤと厶ラユを征服したシンハサリの将軍だった。1299年と1301年に使節団が中国に派遣された。  :198,203–204
帝国の中心としてのパレンバンの役割を引き継いでからほぼ 1 世紀後、ジャンビとスリヴィジャヤは影響力の低下を経験した。 これは、 Song 王朝がスリウィジャヤからの大使をもはや受け入れないという政策の変更と、変化するシナリオに対処することができなかった Jambi が原因だった。ジャンビが支流システムを通じて取引を管理する代わりに、トレーダーは直接取引することが許可された。 
George Coedesによれば、14 世紀の初めまでに、厶ラユは「何らかの政治的重要性を持つ唯一のスマトラ州であり続け、すでにイスラム化されているか、イスラム化の過程にある北部のスルタンに対抗するインド文化の避難所となっていた」。  :231–232

## 厶ラユの最後の王子パラメーシュワラ
1347 年、マジャパヒトの女王であるトリブワナ ウィジャヤトゥンガデウィは、スリヴィジャヤの復活を阻止するために、厶ラユの支配者としてアディチャワルマンを委任した。 Adityawarman は後にTanah Datar を征服して金貿易を支配し、 Pagaruyungに王国を設立した。 1377 年、マジャパヒトはパレンバンを破り、スリヴィジャヤを復活させる努力をやめた。スリヴィジャヤン出身の最後の王子、パラメーシュワラ(マレー年表のイスカンダル シャーと同一人物と考えられている) は、テマシクに逃れ、北に移動する前に避難所を探し、そこで後にマラッカ スルタン国を設立した。 